# Міністерство інформації Республіки Білорусь
Міністерство інформації Республіки Білорусь (Мінінформ Білорусі) — відомство уряду Білорусі, уповноважене керувати ЗМІ. Міністр інформації призначається і знімається з посади президентом. З 13 червня 2024 року посаду міністра обіймає Марат Марков.

## Історія
Відповідно до постанови Верховної Ради від 10 січня 1992 року № 1389 з Державних комітетів з питань преси, телебачення й радіомовлення було утворено Міністерство інформації. Постановою від 14 березня 1994 року № 145 уряд приєднав Мінінформ до Міністерства культури і друку. Міністерство було відновлено указом президента від 24 вересня 2001 року № 516.

## Структура
- Апарат — 7 управлінь, 3 відділи;
- Національна книжкова палата Білорусі;
- Видавництва — «Білоруська енциклопедія імені Петруся Бровки», «Білорусь», «Вища школа», «Мастацкая літаратура»;
- Друкарні — Бобруйська друкарня ім. Олександра Непогодина, Мінська фабрика кольорового друку, поліграфкомбінат імені Якуба Коласа, «Перемога» Молодечно, Мінська область), «Спадщина Скорини» (Полоцька, Вітебська область), «Чырвоная зорка»;
- Підприємства — «Білоруське телеграфне агентство», «Белкнига», «Білсоюздрук[be-x-old]»;
- Газети «Звязда», «Народна газета», «Рэспубліка», «Білоруська нива».

## Завдання
Згідно зі Статутом, міністерство має такі завдання:
- контроль над мовленням, книговиданням, поліграфією та книгорозповсюдженням;
- нагляд за дотриманням видавничими, поліграфічними та книгорозповсюджувальними установами законодавства про мовлення;
- підвищення результативності мовлення, книговидання, поліграфії та книгорозповсюдженню;
- урядовий вплив на рівень свободи слова серед громадян;
- налагодження міжнародного мовного співробітництва;
- створення правових обмежень мовної та видавничої діяльності;
- розробка заходів по управлінню мовленням, книговиданням, поліграфією і книгорозповсюдженням;
- розробка і здійснення урядових інвестицій у мовлення, книговидання, поліграфію і книгорозповсюдження.

## Повноваження
За Статутом має повноваження на:
- схвалення заяв про мовлення, книговидання, поліграфію
- запит інформації в установах;
- отримання обов'язкових безоплатних примірників документів;
- припинення випуску ЗМІ;
- створення відомчих фондів[2].

## Керівники
- Анатолій Бутевич (1992—1994 — як міністр інформації, 1994—1996 — як міністр культури і друку)
- Михайло Підгайний (1997—2001 — голова Державного комітету з друку; 2001—2003 — як міністр інформації)
- Володимир Русакевич (2003—2009)
- Олег Пролесковський (2009—2014)
- Лілія Ананіч (2014—2017)
- Олесь Карлюкевич (2017—2020)
- Ігор Луцький (2020—2021)
- Володимир Перцов (2021—2024)
- Марат Марков (з 13 червня 2024 року)